# 亨里克·伦德奎斯特
亨里克·伦德奎斯特（瑞典語：Henrik Lundqvist，1982年3月2日—），瑞典男子冰球运动员。他曾代表瑞典参加2006年、2010年和2014年冬季奥林匹克运动会冰球比赛，获得一枚金牌和一枚银牌。